# Wuwei

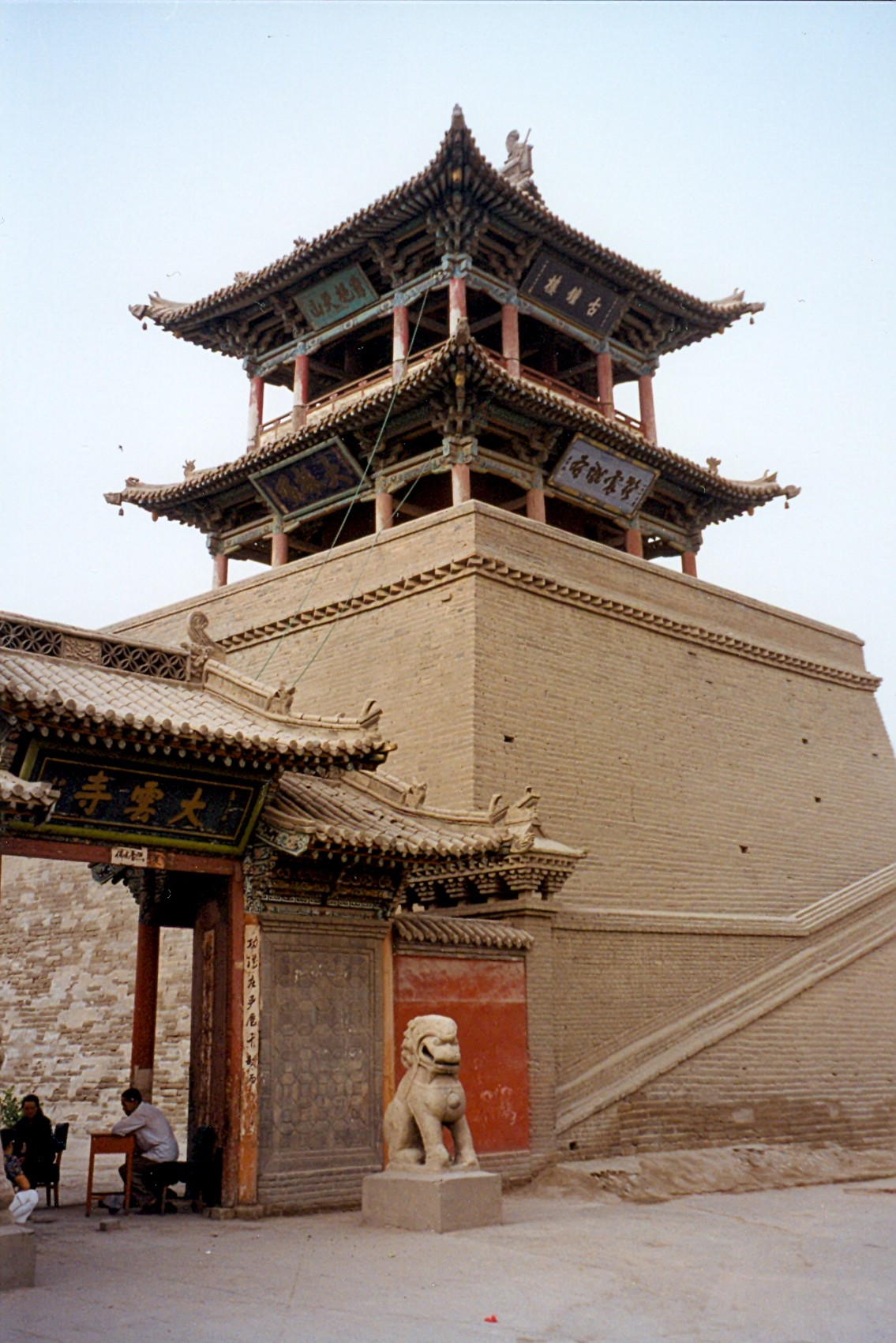
Glockenturm in Wuwei

Wuwei (chinesisch 武威市, Pinyin Wǔwēi Shì) ist eine bezirksfreie Stadt im Zentrum der chinesischen Provinz Gansu.
Das Verwaltungsgebiet der Stadt hat eine Fläche von 32.517 km² und 1.827.800 Einwohner (Stand: Ende 2018).
In Wuwei befinden sich die Tiantishan-Grotten, die auf der Liste der Denkmäler der Volksrepublik China stehen.
Wuwei ist der geplante Standort des ersten chinesischen Flüssigsalzreaktors.

## Administrative Gliederung
Wuwei setzt sich auf Kreisebene aus einem Stadtbezirk, zwei Kreisen und einem Autonomen Kreis zusammen (Stand: Ende 2018):
- Stadtbezirk Liangzhou (凉州区), 4.874 km², 1.018.000 Einwohner;
- Kreis Minqin (民勤县), Hauptort: Großgemeinde Sanlei (三雷镇), 15.871 km², 241.800 Einwohner;
- Kreis Gulang (古浪县), Hauptort: Großgemeinde Gulang (古浪镇), 4.975 km², 388.900 Einwohner;
- Autonomer Kreis Tianzhu der Tibeter (天祝藏族自治县), Hauptort: Großgemeinde Huazangsi (华藏寺镇), 6.797 km², 179.100 Einwohner.